# Pro Bowl 1972
Match précédent Match suivant
Le AFC-NFC Pro Bowl 1972 est le Match des étoiles de football américain de la National Football League pour la saison 1971. Il se joue au Los Angeles Memorial Coliseum le 23 janvier 1972 entre les meilleurs joueurs des deux conférences de la NFL, la National Football Conference et l'American Football Conference. La rencontre est remportée sur le score de 26 à 13 par l'équipe représentant l'American Football Conference.